# Pillais aritmetiska funktion
Inom talteori är Pillai aritmetiska funktion en aritmetisk funktion definierad som:
{\displaystyle P(n)=\sum _{k=1}^{n}\gcd(k,n)}
eller ekvivalent
{\displaystyle P(n)=\sum _{d\mid n}d\varphi (n/d)}
där {\displaystyle \varphi } är Eulers fi-funktion. Av den sista representationen ser man att den är en multiplikativ funktion. 
Funktionen introducerades av den indiska matematikern Subbayya Sivasankaranarayana Pillai 1933.